# روز جهانی فاحشه‌ها

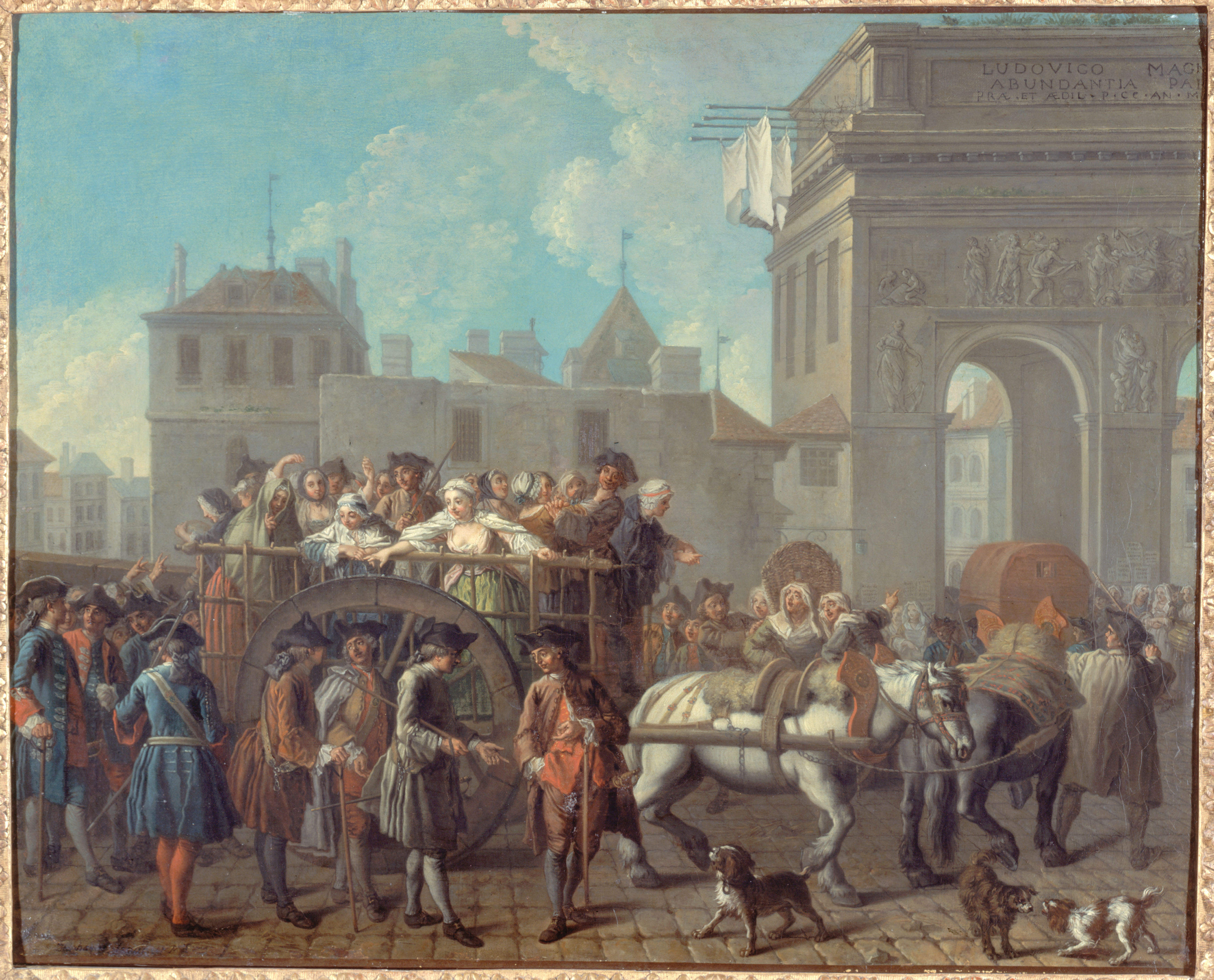
فاحشه‌های فرانسوی به زندان ساپتریر منتقل می‌شوند. اثر اتین ژورا ۱۷۴۵ میلادی.

روز جهانی فاحشه‌ها یا روز جهانی کارگران جنسی هر ساله در ۲ ژوئن برای احترام به کارگران جنسی برگزار می‌شود و شرایط کاری اغلباستثمار شده آنها را به رسمیت می‌شناسد. این رویداد یادآور اشغال کلیسای Église Saint-Nizier در لیون توسط بیش از صد کارگر جنسی در ۲ ژوئن ۱۹۷۵ برای جلب توجه به شرایط غیرانسانی کار آنها است و از سال ۱۹۷۶ هر ساله جشن گرفته می‌شود. در آلمانی به نام روز فاحشه (به آلمانی: Hurentag) شناخته می‌شود.

## پیش زمینه

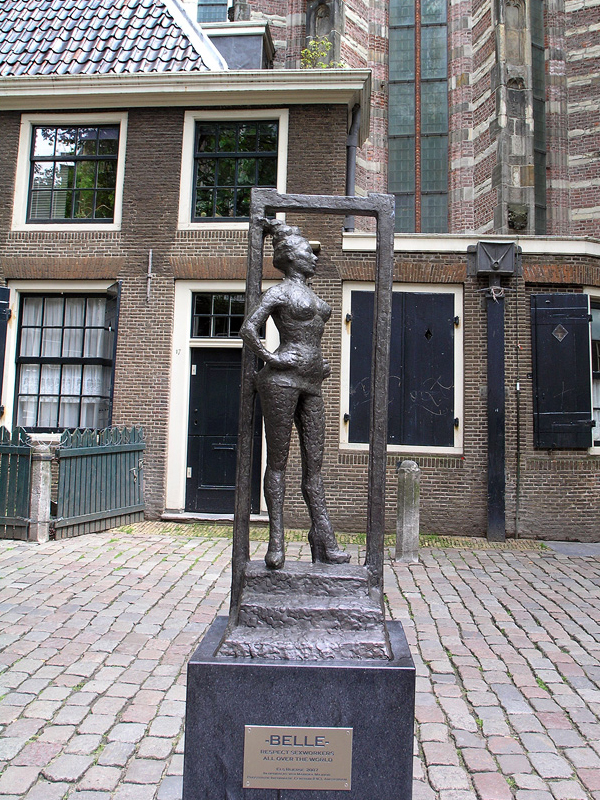
مجسمه برنزی بِلِهِ در مقابل اودِ کرک در منطقه سرخ دو والن در آمستردام. این مجسمه مارس ۲۰۰۷ با کتیبه «به کارگران جنسی در سراسر جهان احترام بگذارید» رونمایی شد.

در دهه ۱۹۷۰، پلیس فرانسه کارگران جنسی را تحت فشار فزاینده ای قرار داده بود. تلافی‌جویی‌های پلیس، کارگران جنسی را مجبور کرد که به‌طور فزاینده‌ای مخفیانه کار کنند. در نتیجه، حمایت از کارگران جنسی کاهش یافت و منجر به خشونت بیشتر علیه آنها شد. پس از دو قتل و عدم تمایل دولت به بهبود وضعیت، کارگران جنسی در لیون، کلیسای سنت نزیه در خیابان برست را اشغال کردند و دست به اعتصاب زدند. معترضان شعارهای سیاسی سر دادند و خواستار شرایط کاری مناسب و پایان دادن به انگ شدند.
پلیس پس از هشت روز کلیسا را از معترضان پاکسازی کرد. این رویداد نقطه شروع شد برای یک جنبش بین‌المللی کارگران جنسی برای حقوق کارگران جنسی.

## رویدادهای مشابه
- ۳ مارس - روز جهانی حقوق کارگران جنسی[۴]
- ۱۷ دسامبر - روز جهانی پایان دادن به خشونت علیه کارگران جنسی[۵]